# Krishan Kumar (Leichtathlet)
Krishan Kumar (* 12. Oktober 1997) ist ein indischer Mittelstreckenläufer, der sich auf die 800-Meter-Distanz spezialisiert hat.

## Sportliche Laufbahn
Erste internationale Erfahrungen sammelte Krishan Kumar im Jahr 2023, als er bei den Asienmeisterschaften in Bangkok in 1:45,88 min auf Anhieb die Silbermedaille im 800-Meter-Lauf hinter dem Katari Abubaker Haydar Abdalla gewann. Im August schied er bei den Weltmeisterschaften in Budapest mit 1:50,36 min in der ersten Runde aus und im Oktober wurde er bei den Asienspielen in Hangzhou im Finale disqualifiziert. 2025 klassierte er sich bei den Asienmeisterschaften in Gumi mit 1:48,72 min auf dem siebten Platz.
In den Jahren 2021 bis 2023 wurde Kumar indischer Meister im 800-Meter-Lauf.

## Persönliche Bestleistungen
- 800 Meter: 1:45,88 min, 16. Juli 2023 in Bangkok